# Nymphon micronesicum
Nymphon micronesicum is een zeespin uit de familie Nymphonidae. De soort behoort tot het geslacht Nymphon. Nymphon micronesicum werd in 1982 voor het eerst wetenschappelijk beschreven door Child. 